# Ballonfahren bei den Olympischen Spielen

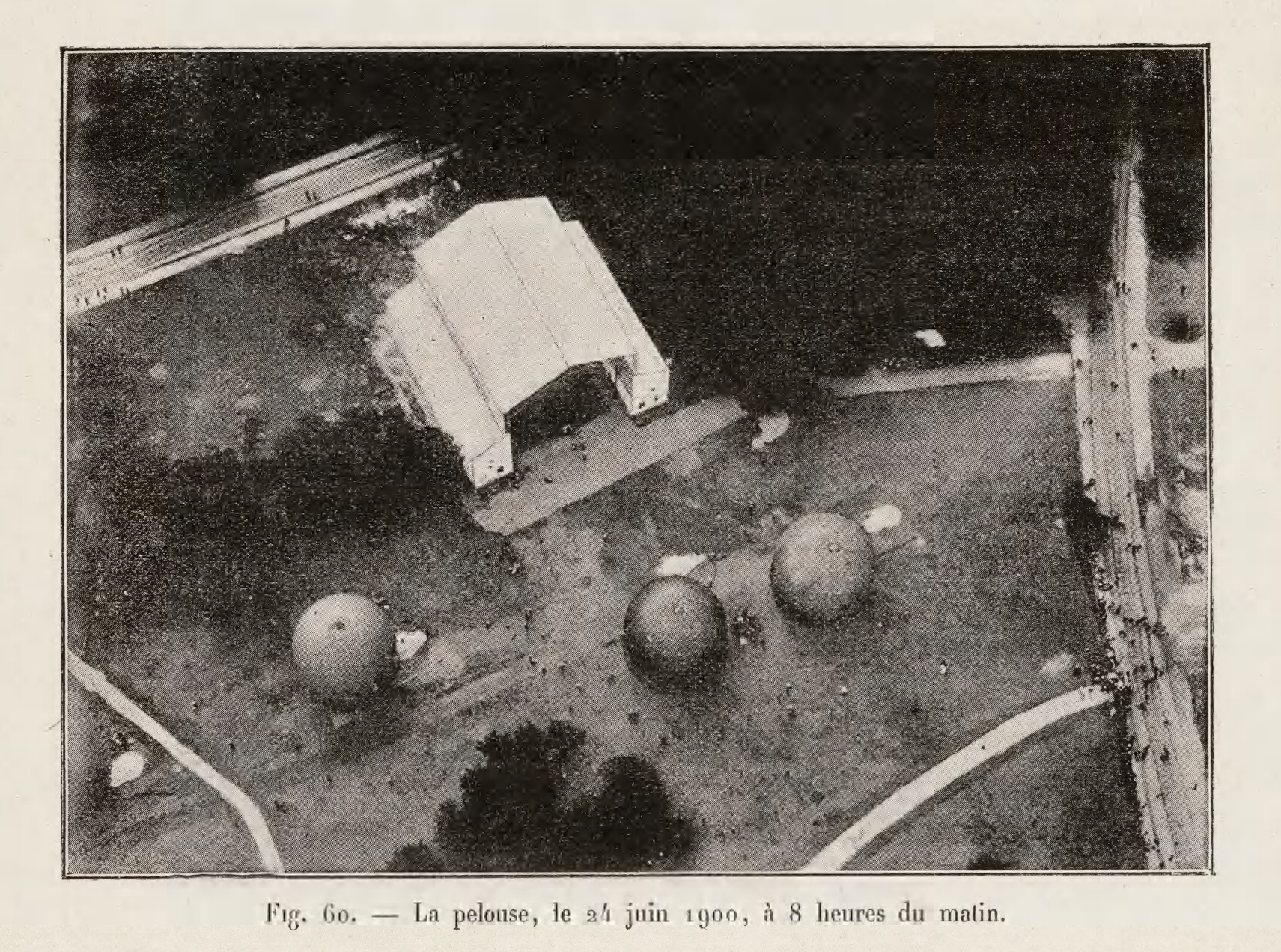
Luftaufnahme des Austragungsorts der Olympischen Ballonfahrten im Le Parc d’aerostation

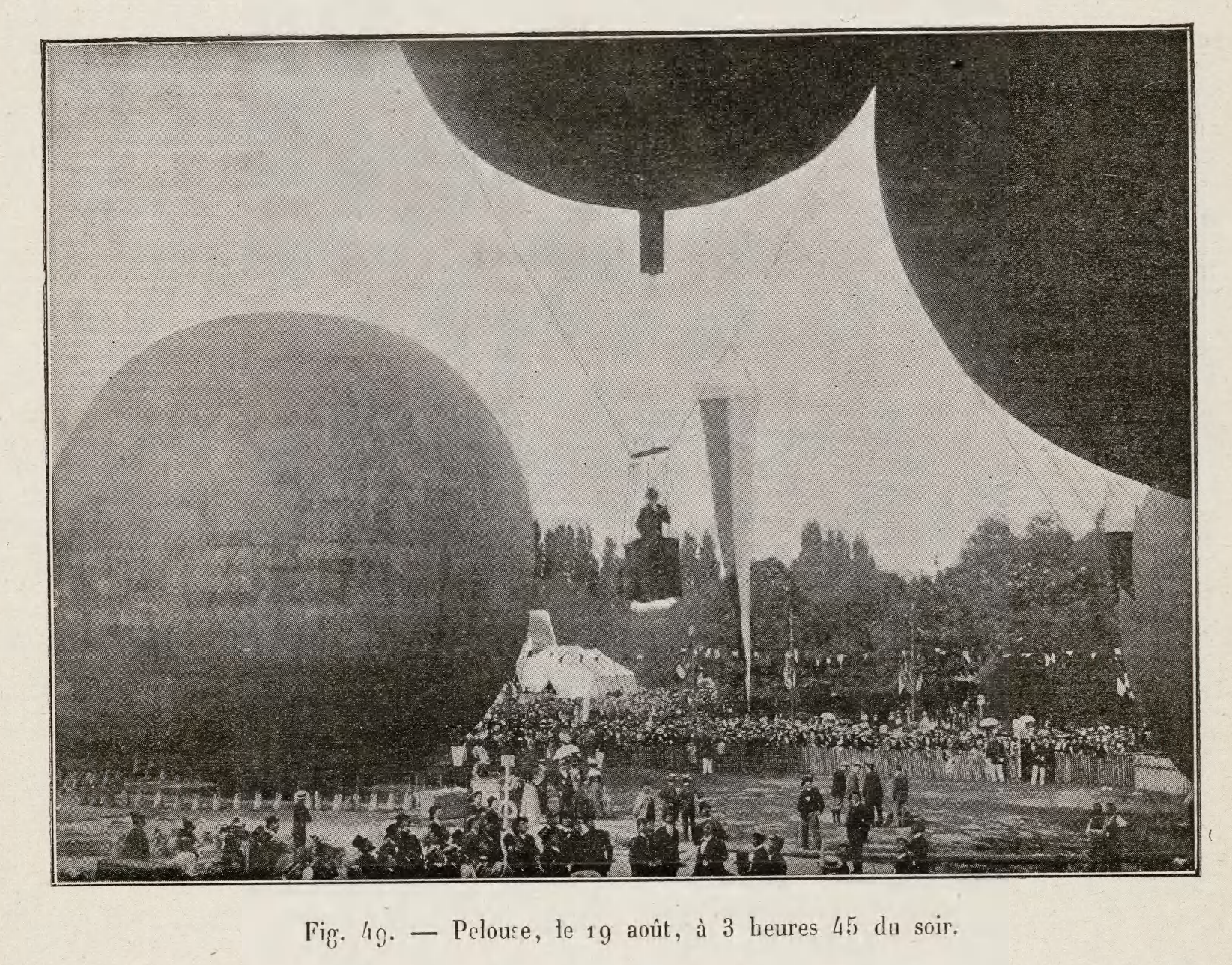
Olympisches Ballonfahren im Le Parc d’aerostation

Ballonfahren war bisher lediglich einmal als Demonstrationssportart bzw. im Rahmen des inoffiziellen Programms bei den Olympischen Sommerspielen 1900 vertreten. Die insgesamt 18 Wettbewerbe in sechs Disziplinen (Distanz, Dauer, Höhenwinkel, Zielfahren ohne Stopp, Zielfahren mit Stopp und Distanz/Dauer gesamt) fanden im Le Parc d’aerostation in Paris statt. Es waren ausschließlich französische Piloten am Start. Der Luftfahrtpionier Henry de La Vaulx stellte als Pilot einer Ballonfahrt zwei Weltrekorde für Distanz und Dauer auf.

## Die Platzierten der Wettbewerbe

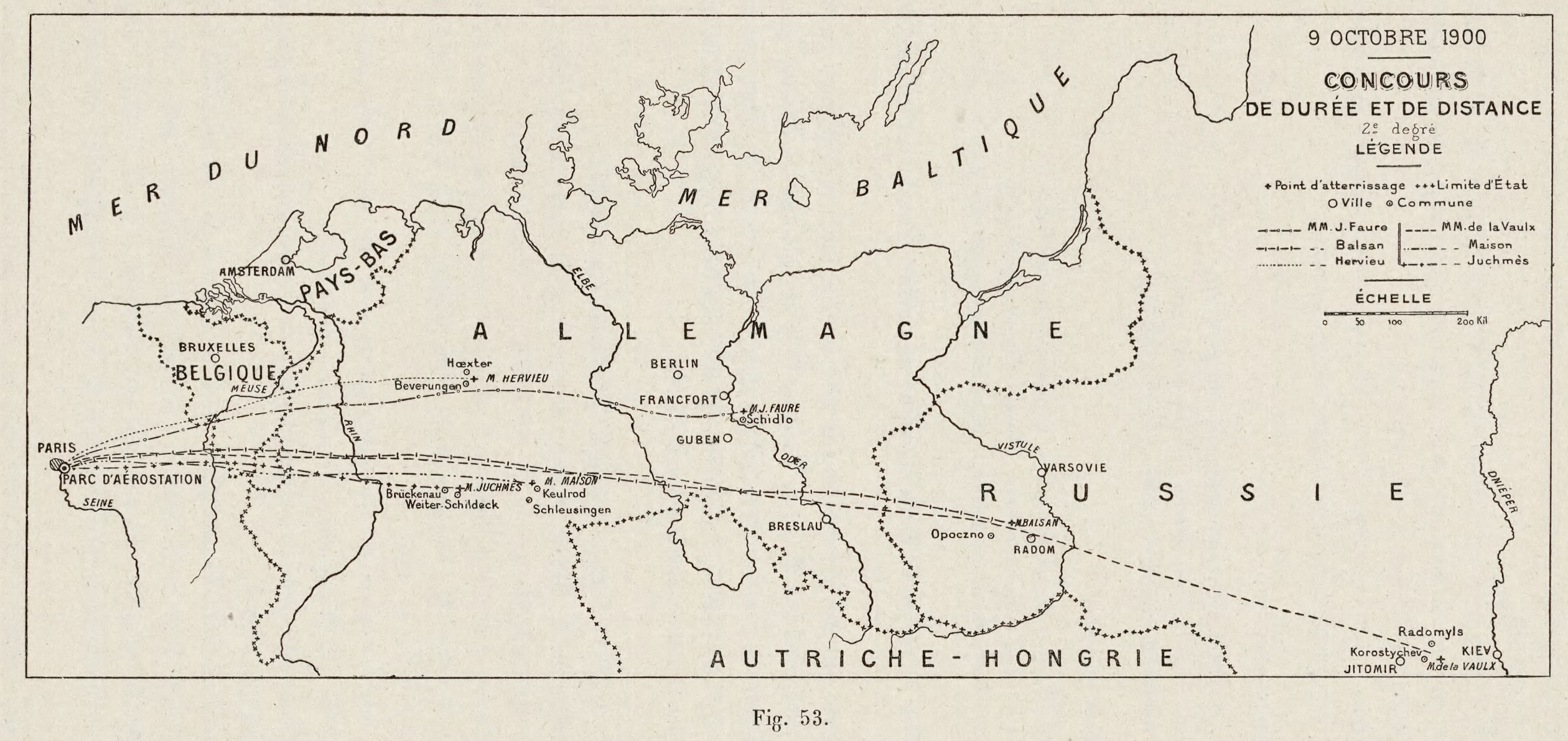
Karte der Flüge im Rennen um Gesamtdauer und Distanz (9. Oktober 1900). Das Team von Henry de la Vaulx und Georges Castillon de Saint-Victor stellte Weltrekorde für Distanz (1925 km, Paris nach Kiew) und Dauer (fast 36 Stunden) auf

| Disziplin                      | Erster                             | Zweiter                            | Dritter                            |
| ------------------------------ | ---------------------------------- | ---------------------------------- | ---------------------------------- |
| Distanz (Handycap A)           | Comte de Castillon de Saint-Victor | Henry de La Vaulx                  | Jacques Faure                      |
| Distanz (Handycap B)           | Henry de La Vaulx                  | Jacques Balsan                     | Jacques Faure                      |
| Distanz (ohne Handycap)        | Henry de La Vaulx                  | Jacques Balsan                     | Jacques Faure                      |
|                                |                                    |                                    |                                    |
| Dauer (Handycap A)             | Jacques Balsan                     | Jacques Faure                      | Vicomte du Pont de Gault-Saussine  |
| Dauer (Handycap B)             | Georges Juchmès                    | Henry de La Vaulx                  | Jacques Faure                      |
| Dauer (ohne Handycap)          | Jacques Balsan                     | Comte de Castillon de Saint-Victor | G. Hervieu                         |
|                                |                                    |                                    |                                    |
| Höhenwinkel (Handycap A)       | Jacques Balsan                     | Jacques Faure                      | Nicolleau                          |
| Höhenwinkel (Handycap B)       | Georges Juchmès                    | Jacques Balsan                     | Comte de Castillon de Saint-Victor |
| Höhenwinkel (ohne Handycap)    | Jacques Balsan                     | Georges Juchmès                    | Henry de La Vaulx                  |
|                                |                                    |                                    |                                    |
| Zielfahren ohne Stopp (A)      | Maurice Guffroy                    | Henry de La Vaulx                  | Comte de Castillon de Saint-Victor |
| Zielfahren ohne Stopp (B)      | Henry de La Vaulx                  | Carton                             | Maurice Guffroy                    |
| Zielfahren ohne Stopp (C)      | Henri de La Valette                | L. Cruciere                        | E. Lassagne                        |
|                                |                                    |                                    |                                    |
| Zielfahren mit Stopp (Teil I)  | Jacques Faure                      | Henry de La Vaulx                  | Pietri                             |
| Zielfahren mit Stopp (Teil II) | Jacques Faure                      | E. Godard                          | Henri de la Valette                |
| Zielfahren mit Stopp (gesamt)  | Jacques Faure                      | E. Godard                          | Henry de La Vaulx                  |
|                                |                                    |                                    |                                    |
| Distanz&Dauer (Distanz)        | Henry de La Vaulx                  | Jacques Balsan                     | Jacques Faure                      |
| Distanz&Dauer (Dauer)          | Henry de La Vaulx                  | Jacques Balsan                     | Jacques Faure                      |
| Distanz&Dauer (gesamt)         | Henry de La Vaulx                  | Jacques Balsan                     | Jacques Faure                      |